# إنترلنغوا
إنترلنغوا أو إنترلينجوا (Interlingua) لغة مصطنعة، أحدثت من طرف جمعية اللغة الدولية المساعدة (IALA). لا ينبغي خلطها بلغة الإنترلانغ (Interlangue).
بدأ إحداث اللغة من طرف IALA سنة 1924 ، وتم إتمامها سنة 1951. من بين المساهمين الرئيسيين في إحداث هذه اللغة ألكسندر غود ، وهو أيضا مؤلف كتاب نحوي خاص، معجم إنترلنغوا-إنجليزي وكتابي تقديمي للغة إنترلنغوا اسمه Interlingua a Prime Vista ، ومن بين المساهمين أيضا: أوطو جسبرسن، إدوارد سابير، أندريه مارتينيه وكلارك ستيلمان الذي قام بنشر اللغة مع ألكسندر غود.
يوجد حاليا اتحاد عالمي من أجل الإنترلنغوا (Union Mundial pro Interlingua) ، والذي يضم منخرطين من جميع بقاع العالم.

## عدد الناطقين
الإنترلنغوا هي اللغة المصطنعة الثانية بعد الإسبرانتو التي بقيت على قيد الحياة مع مرور أكثر من نصف قرن. وبالرغم من ذلك فأن نجاحها يظل نسبيا لأن ليس لها سوى بضعة آلاف من الناطقين (1.500) ، على عكس الإسبرانتو الذي يتداول في 120 دولة في جميع أنحاء العالم ، بعدد متحدثين يفوق 2 مليون.

## نحو

### الأسماء
يتم الجمع عن طريق إضافة s إلى نهاية الكلمات التي تنتهي بصائت ، إذا كانت الكلمة تنتهي بحرف ساكن ، يتم إضافة es ، أما الكلمات التي تنتهي بحرف c فإن جمعها يتم من خلال إضافة hes ، وذلك للحفاظ على النطق /k/:
- melodia → melodias
- generation → generationes
- artichoc → artichoches

## مقالات ذات صلة
- لغة مصطنعة